# Dublin Area Rapid Transit

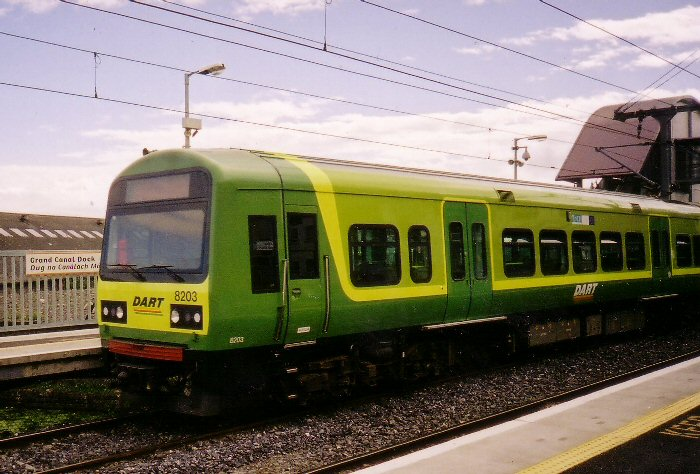
Вагон DART типу 8200

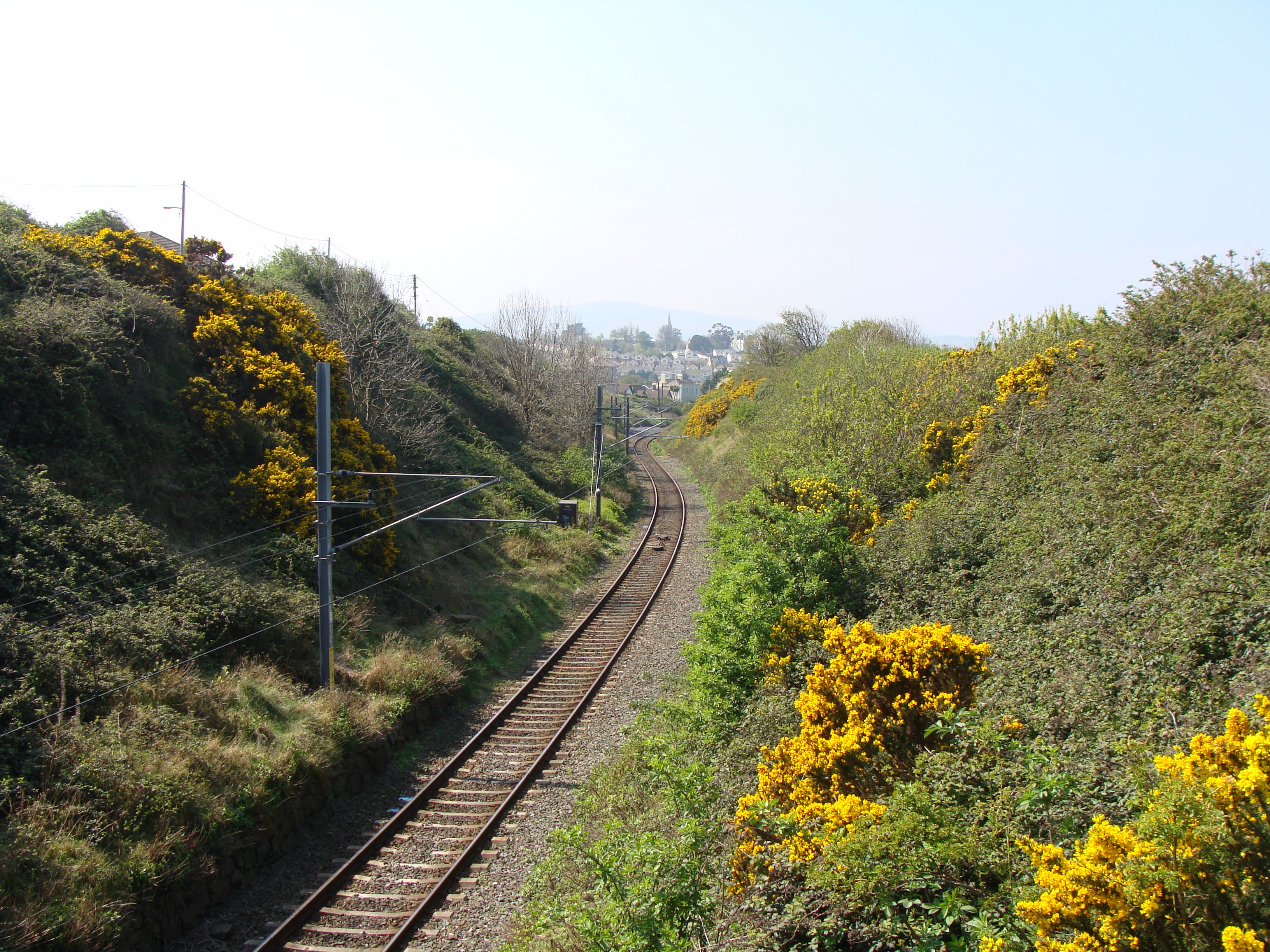
DART в Брай, графство Уїклоу.

Dublin Area Rapid Transit (DART) — залізнична мережа, що обслуговує Великий Дублін, Ірландія, прямує головним чином вздовж узбережжя Дублінської затоки.
Маршрут прямує від розташованого на півдні Грейстонс в графстві Уїклоу, через Дублін, у Гоут і Малахайд — північні передмістя Дубліну в графстві Фінгал.
Потяги розраховані на електричну напругу 1500 V постійного струму. Власник мережі — Iarnrod Éireann. На 2009 рік діє 28 станцій.